# Ki-duk Kim
Ki-duk Kim  (Bongwha, Južna Koreja, 20. prosinca 1960. – Riga, 11. prosinca 2020.), južnokorejski filmski redatelj, scenarist, montažer i glumac.

## Životopis
Školovao se u poljoprivrednoj školi, radio je u tvornici i pet godina proveo u vojsci. Nakon vojne službe postaje svećenik. Godine 1990. preselio se u Pariz, gdje je studirao slikarstvo. Od 1992. godine piše filmske scenarije, a 1996. godine počinje režirati. Unatoč nedostatku filmskog obrazovanja, napravio je filmove hvaljene od kritike i nagrađivane na međunarodnim filmskim festivalima.

## Filmografija
- 1996. - "Krokodil"
- 1997. - "Divlje životinje"
- 1998. - "Birdcage Inn"
- 2000. - "The Isle"
- 2000. - "Real Fiction"
- 2001. - "Address Unknown"
- 2001. - "Bad Guy"
- 2002. - "The Coast Guard"
- 2003. - "Proljeće, ljeto, jesen, zima... i proljeće"
- 2004. - "Samaritanka"
- 2004. - "3-Iron"
- 2005. - "The Bow"
- 2006. - "Vrijeme"
- 2007. - "Dah"
- 2008. - "San"
- 2011. - "Arirang"
- 2011. - "Amen"
- 2012. - "Pieta"
- 2013. - "Moebius"
- 2014. - "One on one"

## Nagrade
- 2004. – Samaritanka, najbolji redatelj Berlinskog filmskog festivala
- 2004. – 3-Iron, nagrade FIPRESCI, "Mali zlatni lav", "Signis" i "Posebna redateljska nagrada" na Venecijanskom filmskom festivalu
- 2011. – Arirang, nagrada "Un Certain Regard" na filmskom festivalu u Cannesu
- 2012. – Pieta, nagrada "Zlatni lav" za najbolji film na Venecijanskom filmskom festivalu[1]

## Vanjske poveznice
- Kim Ki-duk u internetskoj bazi filmova IMDb-u (engl.)
- Kim Ki Duk: Kapitalizam ubija filmsku industriju
- Kim Ki-duk - radna biografija